# Monotes discolor
Monotes discolor là một loài thực vật có hoa trong họ Dầu. Loài này được R.E.Fr. mô tả khoa học đầu tiên năm 1914.